# Marque A2P
Pour les articles homonymes, voir A2P.
 (novembre 2009).
Si vous disposez d'ouvrages ou d'articles de référence ou si vous connaissez des sites web de qualité traitant du thème abordé ici, merci de compléter l'article en donnant les références utiles à sa vérifiabilité et en les liant à la section « Notes et références ».
A2P est une marque de certification, signifiant "Assurance Prévention Protection" et déposée en 1985. Elle est délivrée par le CNPP à la suite de tests permettant d'évaluer la résistance des matériels de protection contre l'effraction, ainsi qu'à la suite d'un audit du site de fabrication des matériels.
La délivrance de la certification A2P est effectuée par un comité de certification réunissant des fabricants titulaires de la marque A2P, des utilisateurs et prescripteurs des produits certifiés, des représentants des Pouvoirs publics ainsi que des personnalités désignées pour leurs compétences techniques.
Les listes des produits certifiés sont disponibles sur le site du CNPP.

## Produits certifiés
La liste des applications A2P et NF&A2P est disponible sur le site du CNPP.
Les produits pouvant entrer dans le périmètre de la marque A2P sont les suivants :
- Serrures de bâtiment.
- Blocs-portes (portes blindées).
- Fenêtres et Fermetures de bâtiment (portes de garage, fermetures de magasin, volets à enroulement, ...).
- Coffres-forts.
- Armoires Sprinkleur.
- Matériel électronique de sécurité (centrales d'alarmes, détecteurs, ...).
- Systèmes d'extinction.

## Niveaux de sécurité
La certification A2P comporte trois niveaux de sécurité.
Les niveaux correspondent à un temps de résistance et à un outillage correspondant à une typologie de malfaiteur :
- 1er niveau :  individu ayant peu de connaissance des produits de défense.
- 2e niveau : individu ayant une connaissance des produits de défense et capable de s'adapter au produit.
- 3e niveau : individu ayant une connaissance approfondie des produits de défense et ayant préparé son action.

Le CNPP est accrédité par le Cofrac pour ses activités de certification de produits industriels sous la marque A2P, sur la base de la norme NF EN ISO/IEC 17065 (Evaluation de la conformité - Exigences pour les organismes certifiant les produits, les procédés et les services).